# 欧克西
欧克西（法語：Auxy，法語發音：[oksi]）是法国卢瓦雷省的一个市镇，位于该省北部，属于皮蒂维耶区。

## 地理
欧克西（48°7'8"N, 2°28'28"E）面积20.28 平方千米，位于法国中央-卢瓦尔河谷大区卢瓦雷省，该省份为法国中北部省份，北起埃松省，西北接厄尔-卢瓦省，西南接卢瓦-谢尔省，南至涅夫勒省和谢尔省，东临约讷省，东北接塞纳-马恩省。
与欧克西接壤的市镇（或旧市镇、城区）包括：博讷拉罗朗德、加蒂奈地区波尔多、科尔贝耶、埃格里、戈贝尔坦、瑞朗维尔、索迪加蒂奈、博蒙迪加蒂奈。

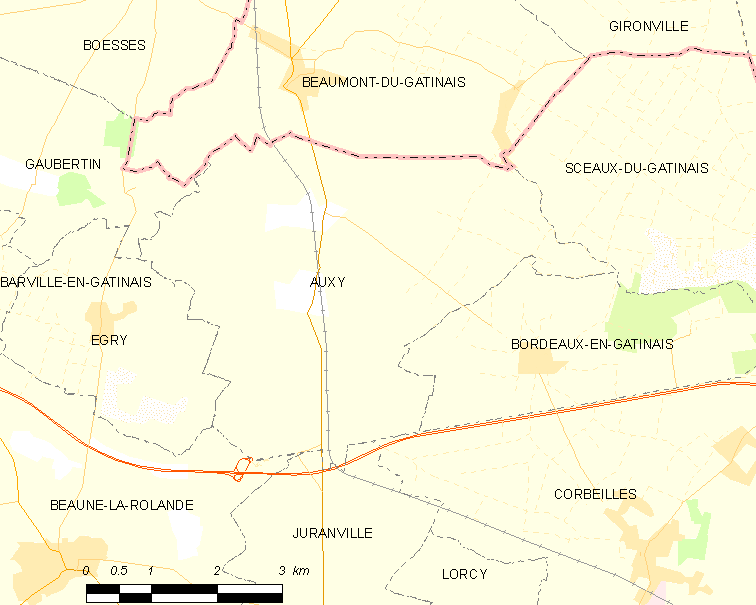
欧克西的OSM定位图

欧克西的时区为UTC+01:00、UTC+02:00（夏令时）。

## 行政
欧克西的邮政编码为45340，INSEE市镇编码为45018。

## 政治
欧克西所属的省级选区为勒马勒塞布瓦县。

## 人口

1962-2008年间欧克西人口变化图示

欧克西于2022年1月1日时的人口数量为954人。